# متحف البريد (تونس)
متحف البريد أو المتحف الوطني للبريد والبرق والهاتف، هو أحد متاحف مدينة تونس ويفتح على نهج أنقلترا وهو محاذ لوزارة النقل.

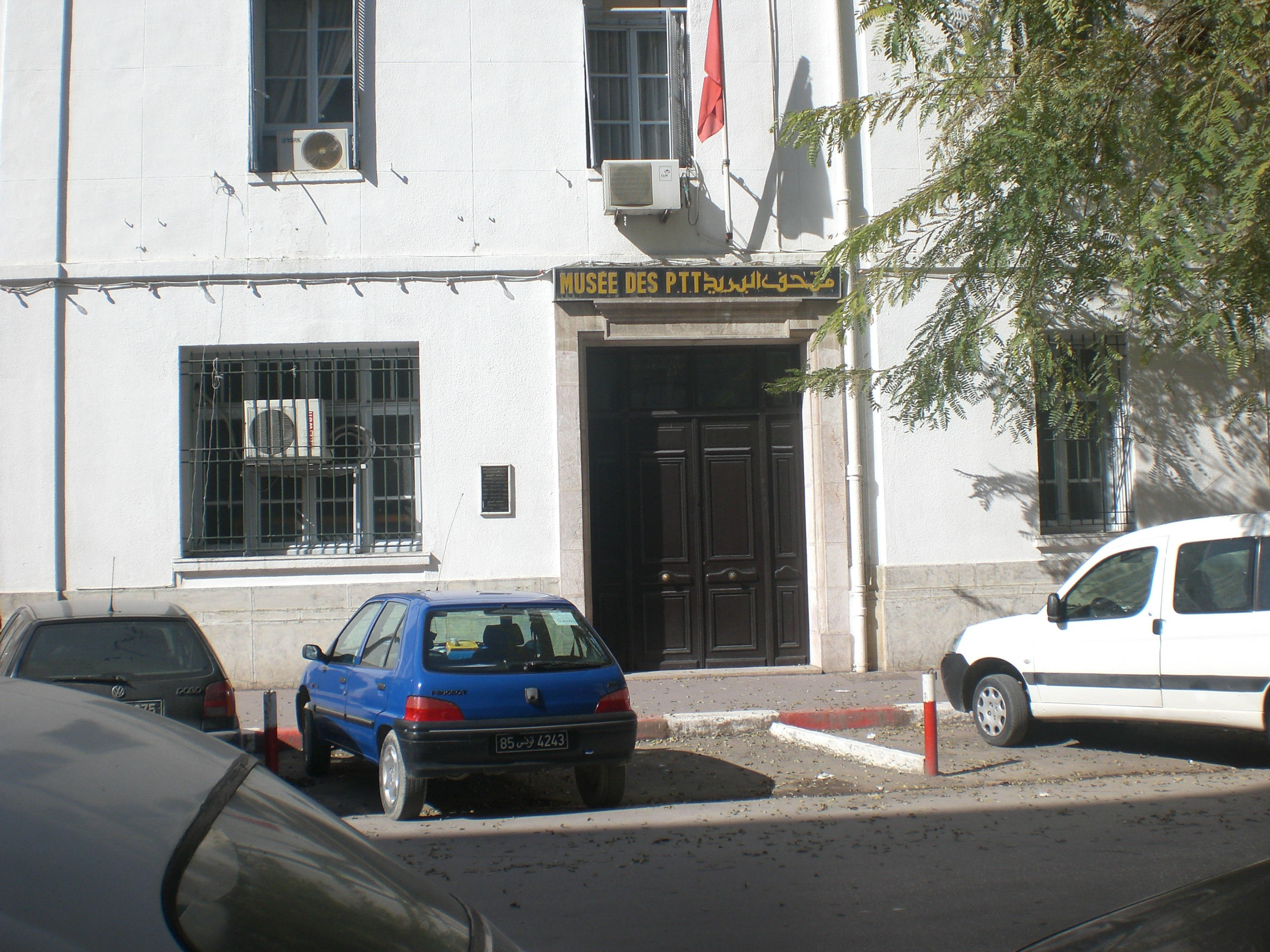
متحف البريد بمدينة تونس

## إحداثه
أحدث هذا المتحف عام 1959 حيث تم تدشينه يوم 25 جويلية من تلك السنة.

## المحتويات
يحتوي متحف البريد على جملة من المجموعات المتحفية:
- مجموعات كاملة من الطوابع البريدية التونسية بدءا من أول طابع بريدي تونسي.
- مجموعة وثائق خطية قديمة تتعلق بالبريد.
- مجموعة معدات بريدية كانت مستعملة في البريد في فترات مختلفة.
- مجموعة أجهزة اتصالات تلغراف وهاتف
- مجموعة من الصور الفوتغرافية لمحلات بريد وغيرها.

## تواريخ

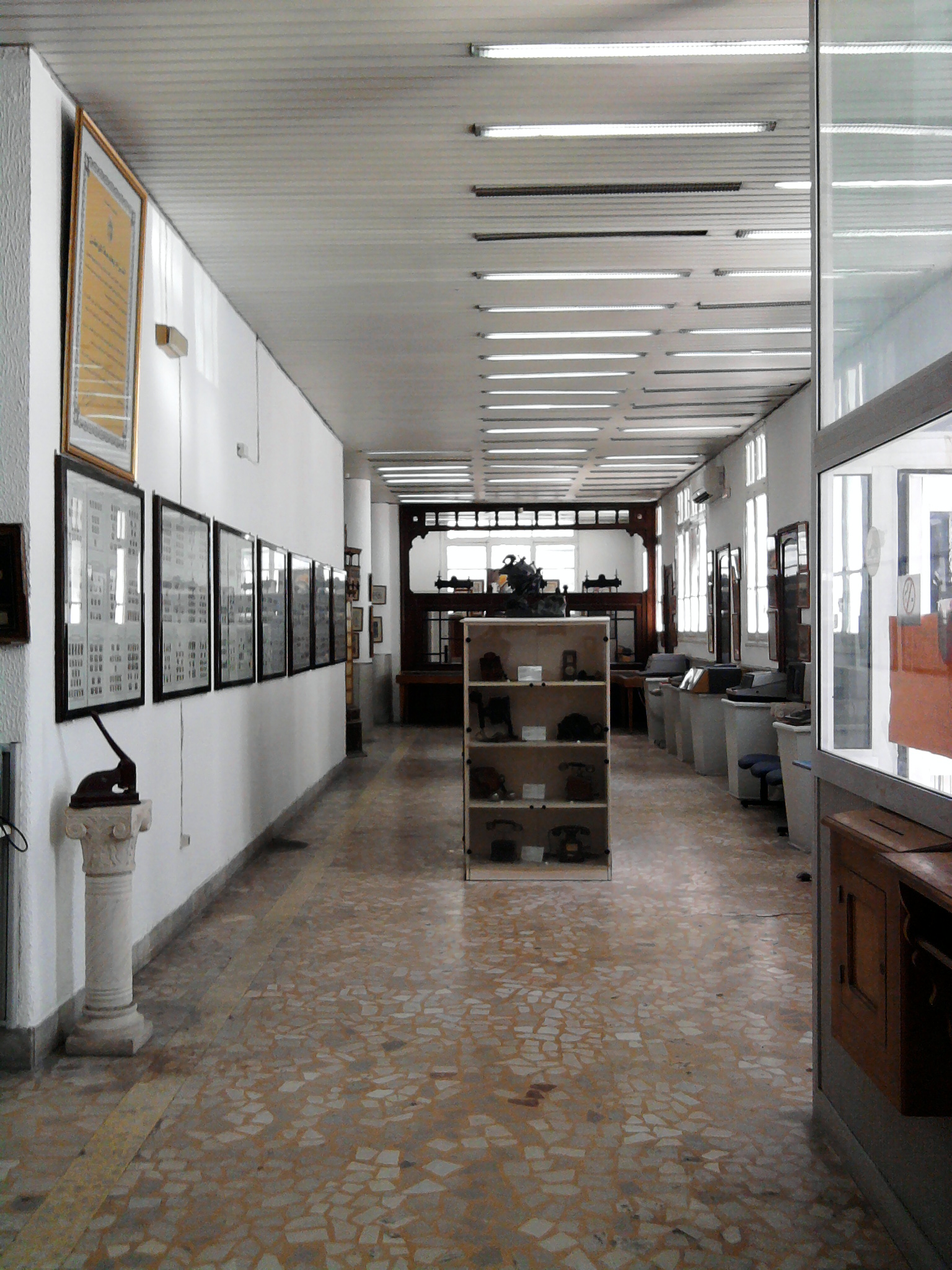
متحف البريد

- 1947 تم إحداث أول مكتب بريد في تونس.
- 14 سبتمبر 1948 تم تدشين أول شبكة تلغرافية هوائية تربط بين باردو حيث مقر الحكومة وتونس وحلق الوادي.
- 1959: تم تركيب أول الخطوط التلغرافية الكهربائية التي تربط تونس و باردو بحلق الواد والكاف بالخطوط الجزائرية.
- 1975 فتح أول قباضة بريد مكتملة النشاط بتونس.
- 1888 إحداث الديوان التونسي للبريد والتلغراف.
- 1891 تدشين أول شبكة هاتفية أحدثت بتونس وتغطي مدن تونس وحلق الوادي والمرسى.
- 1893 تركيب الكابل البحري التلغرافي الرابط بين تونس ومرسيليا.
- 1915 أول اتصال هاتفي دولي بين تونس والجزائر.
- 1918 بدء خدمات الحسابات البريدية الجارية بتونس.
- 1934 ربط الاتصالات الهاتفية بين تونس والمغرب.
- 1947 تشغيل أولى أجهزة التاكسيفون بتونس.
- 1954 انطلاق خدمات التليكس بتونس.

لم يتم العثور على روابط لمواقع التواصل الاجتماعي.